# TV8
TV8는 터키의 텔레비전 채널이다.